# Atradius

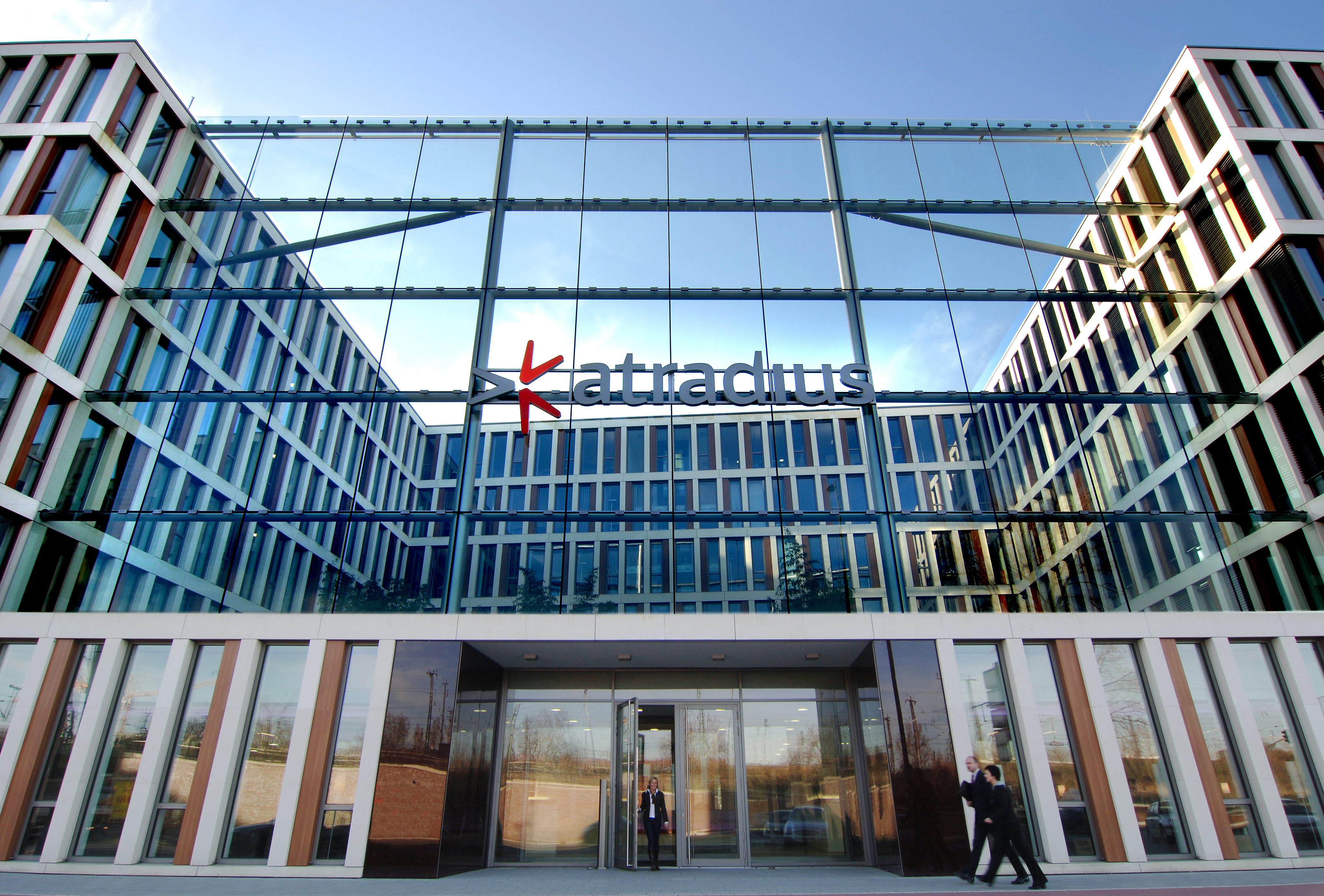
Главный офис немецкого подразделения Atradius в Кёльне

Atradius  -  одна из ведущих страховых компаний, занимающихся страхованием торговых кредитов, поручительством и оказанием коллекторских услуг. По некоторым оценкам её доля составляет 31 % мирового рынка услуг данного типа .
160 офисов входящих в группу Atradius компаний расположены в 45 странах.  Компания  имеет доступ к базе данных, содержащей кредитные истории более чем 100 миллионов фирм во всём мире, что  используется для приятия более чем 20000 решений каждый день по вопросам кредитного лимита.
Компания имеет  рейтинг A3, прогноз стабильный от Moody's и рейтинг А(отличный), прогноз стабильный от A.M. Best, данные в феврале 2016 года. Atradius обеспечивает выполнение международных контрактов на сумму около € 465 000 000 000 по всему миру каждый год.

## История
Страхование экспортных кредитов возникло после Первой мировой войны. В это время стали возникать различные государственные и частные страховые компании с целью оказания помощи в развитии экспорта.  В 1925 году появилась голландская страховая компания NCM, которую в последующем приобрёл немецкий концерн «Герлинг», основанный в 1954 году для оказания помощи немецким экспортёрам. В процессе ряда слияний и поглощений в 1990-е годы группа Atradius возникла в результате объединения ряда страховщиков экспортных кредитов из Бельгии, Дании, Франции, Италии, Мексики, Норвегии, Новой Зеландии, Великобритании и США. Название Atradius было дано группе компаний в 2004 году. В 2008 году группа расширилась с добавлением капитала испанского страховщика Crédito у Caución и после этого существенно расширила своё присутствие на рынках испаноязычных стран .
В настоящее время доля испанского капитала в компании является преобладающей, но штаб-квартира расположена в Амстердаме, Нидерланды.

## Атрадиус в России
Начиная с 2007 года Атрадиус работает в России через своего партнера, компанию ОАО «АльфаСтрахование». В конце 2014 года Атрадиус получил лицензию на осуществление страховой деятельности в России и в 2015 году начал заключать договоры страхования от имени ООО «Атрадиус Рус Кредитное Страхование».

## Основные акционеры

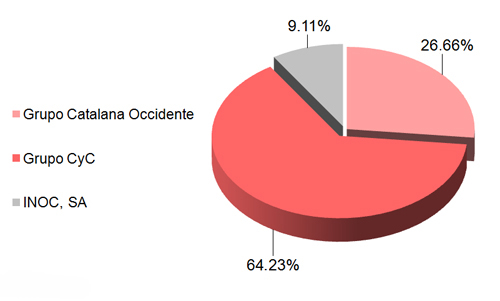
Основные акционеры Atradius (2010)

Grupo Catalana Occidente SA является акционерным обществом и прямо или косвенно, через дочерние компании , контролирует 90,89% голосующих акций группы Atradius.

## Основные виды деятельности
Основное назначение компании – оказание услуг, связанных с торговлей и управлением кредитными и платёжными рисками. Перечень оказываемых услуг включает:
- Страхование экспортных кредитов;
- Факторинг;
- Поручительство по предоставляемым кредитам;
- Коллекторские услуги;
- Перестрахование;
- Информационные услуги.

Общий объём оказанных услуг составил в 2014 году 1,63 млрд. евро.
Atradius является членом Международной ассоциации по страхованию кредитов и поручительству.